# Австро-турецька війна (1787—1791)
Австро-турецька війна (1787—1791) — війна, яку Австрія розпочала проти Османської імперії на підтримку Російської імперії під час Російсько-турецької війни (1787—1792).

## Початок війни
Імператор Йосиф II був другом та союзником Катерини II. Союз між Росією та Австрією існував з 1781 року. Після того, як Османська імперія оголосила війну Росії, він ухвалив рішення підтримати союзника, і в січні 1788 року Австрія оголосила війну Туреччині. Проте австрійська армія була розкидана від Дністра до Адріатики, захищаючи кордони, тому в бойових діях взяла участь тільки армія принца Фрідріха Саксен-Кобурга. У 1788 році основною метою австрійської армії була облога Хотина.

## Кампанія 1788 року
17 вересня 1788 року поблизу сучасного румунського міста Карансебеш 100-тисячна австрійська армія, яка чекала прибуття турецьких військ, була фактично самознищена після того, як кілька вояків, що напилися, влаштували бійку, до якої долучилася незабаром і решта армійських частин, що призвело до масової стрілянини і панічної втечі армії. Втрати склали близько 10 тисяч пораненими і загиблими. Через несподіваний розвиток подій історія битви перетворилась на легенду.

## Кампанія 1789 року
1789 року австрійці зосередили свої сили в Сербії та Хорватії. Для спільних військових дій з російською армією в Молдові був виділений корпус Фрідріха Кобурга чисельністю 18 000 чоловік. Об'єднана російсько-австрійська армія розбила турків в битві під Фокшанами та в битві під Римником.
В той же час маршал Лаудон вигнав турків з Баната та захопив Белград. Фрідріх Кобург зайняв Волощину та Бухарест.

## Кампанія 1790 року
1790 року австрійці захопили фортецю Оршова та обложили фортецю Джурджу. Проте контратака турків змусила австрійців зняти облогу. В червні австрійці розбили турків в битві під Калафатом.
Імператор Йосиф II помер в лютому 1790 року. Його наступник, імператор Леопольд II почав переговори з турками та уклав із ними перемир'я. Після довгих перемовин в серпні 1791 року був укладений Свіштовський мирний договір.
Австрія була вимушена рахуватись із загрозою Пруссії, яка була союзницею Османської імперії, а також із революцією у Франції і ситуацією на своїх західних кордонах, тому надбання Австрії були незначними — фортеця Оршова та кілька містечок у Хорватії.